# تشارلز بيرس ديفي
تشارلز بيرس ديفي (بالإنجليزية: Charles Pierce Davey)‏ مواليد 3 مايو 1925 في ميشيغان - الوفاة 4 ديسمبر 2002 في ميشيغان، كان ملاكم محترف أمريكي صنّف ضمن فئة وزن الوسط.

## إحصائيات
خاض خلال مسيرته 49 نزالا، فاز في 42 وتعادل في 2 وخسر في 5. فاز بالضربة القاضية في 26 نزالا.

## روابط خارجية
- تشارلز بيرس ديفي على موقع بوكس ريك (الإنجليزية) (registration required)
- تشارلز بيرس ديفي على موقع أوليمبيديا (الإنجليزية)